# هيميجي (هيوغو)

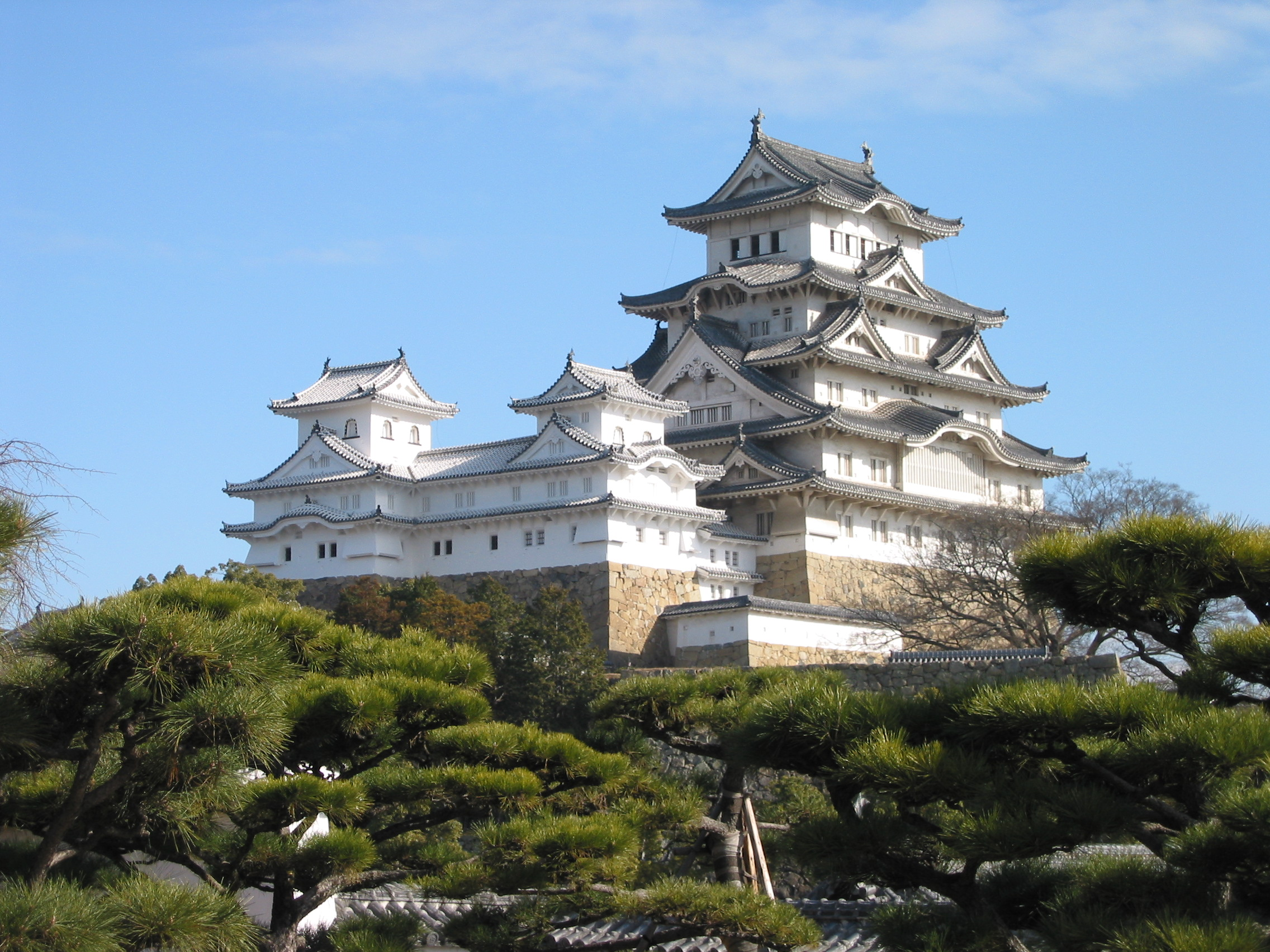
أبراج قلعة هيميجي.

هيميجي (باليابانية: 姫路市 هيميجي-شي) هي مدينة في اليابان، في منطقة كانساي جنوب غربي جزيرة هونشو، تتبع إدرايا لمحافظة هيوغو. تشرف على سواحل بحر اليابان الداخلي.

## الاقتصاد
تقع المدينة في ملتقى الطرق، توجد فيها نشاطات تجارية وصناعية. من أهم الصناعات فيها: الآلات الكهربائية، تحويل المواد الغذائية، المنسوجات، الحديد وتكرير النفط.

## المعالم
من بين معالم المدينة المشهورة، معبد بوذي يعود إلى القرن الـ10 للميلاد وقصر اللقلق الأبيض (هيميجي-جو)، لقب بذلك بسبب لون جدارانه الأبيض، شيد عام 1608 م، وصنفته الـيونيسكو ضمن قائمة التراث الثقافي العالمي.

## توأمة
لهيميجي (هيوغو) اتفاقيات توأمة مع كل من:
- شارلوروا (1965 - )
- كوريتيبا
- توتوري
- ماتسوموتو
- فينيكس
- أديلايد
- تاي يوان
- تشانغوون

## معرض صور

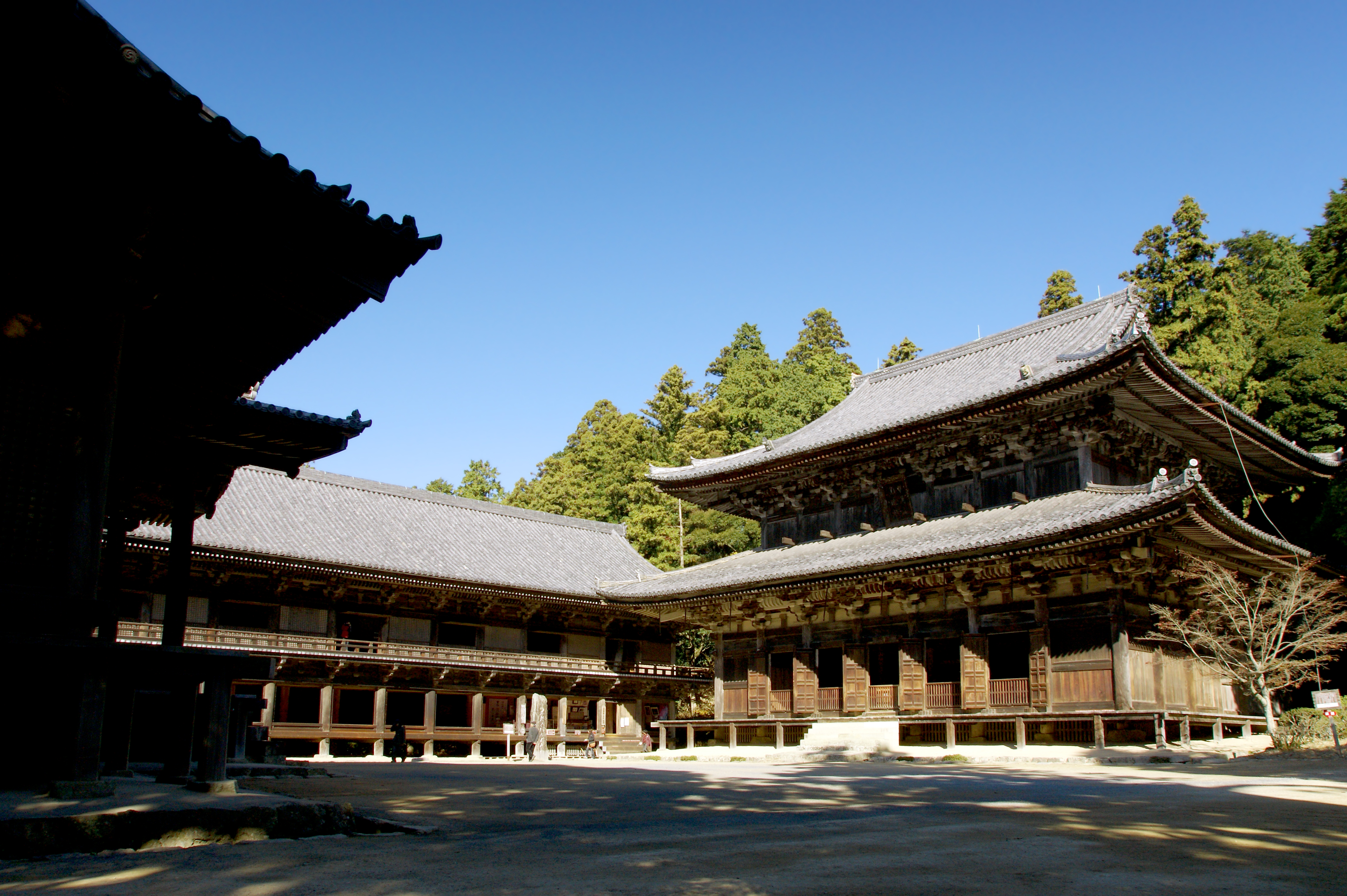
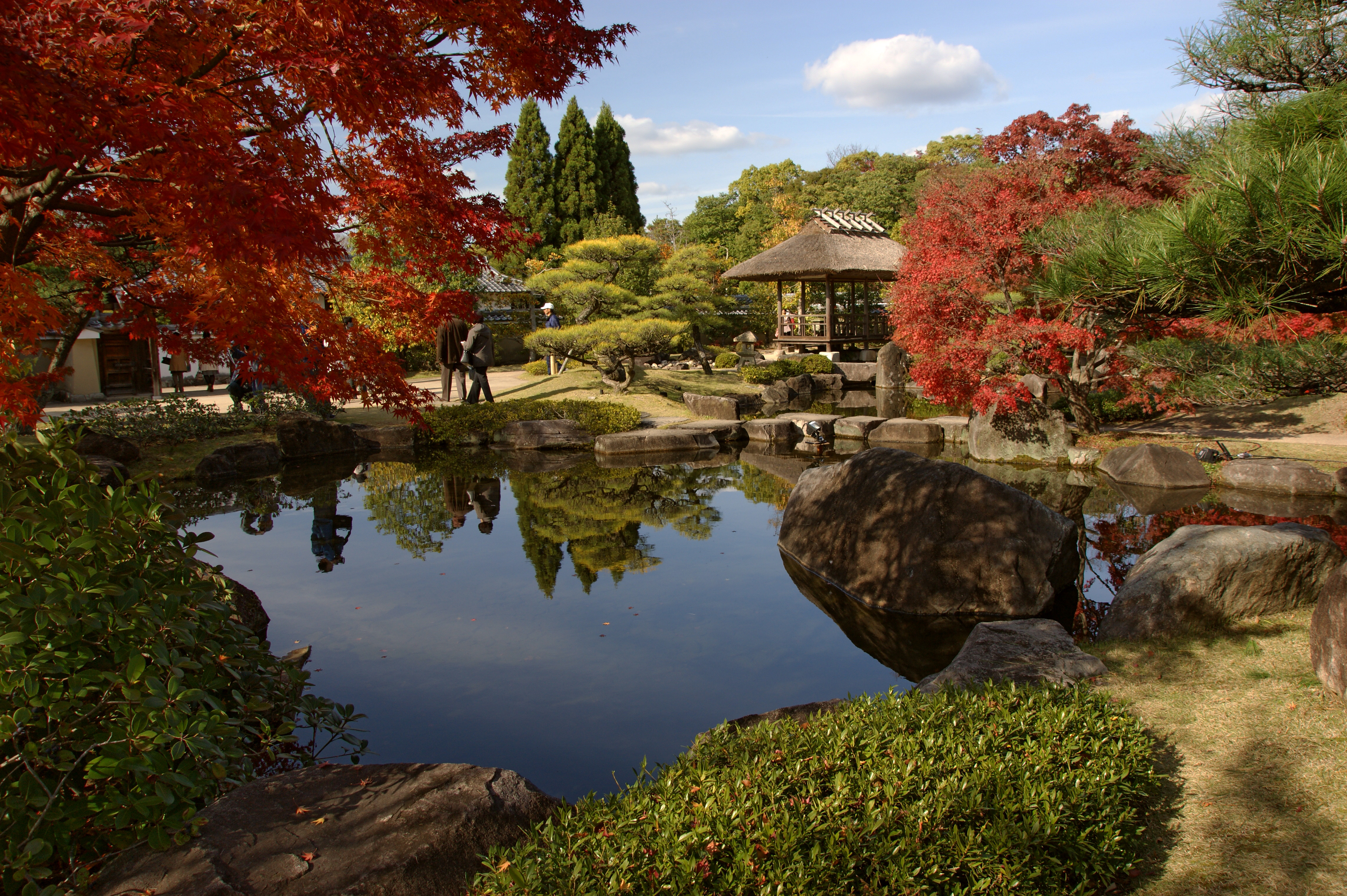
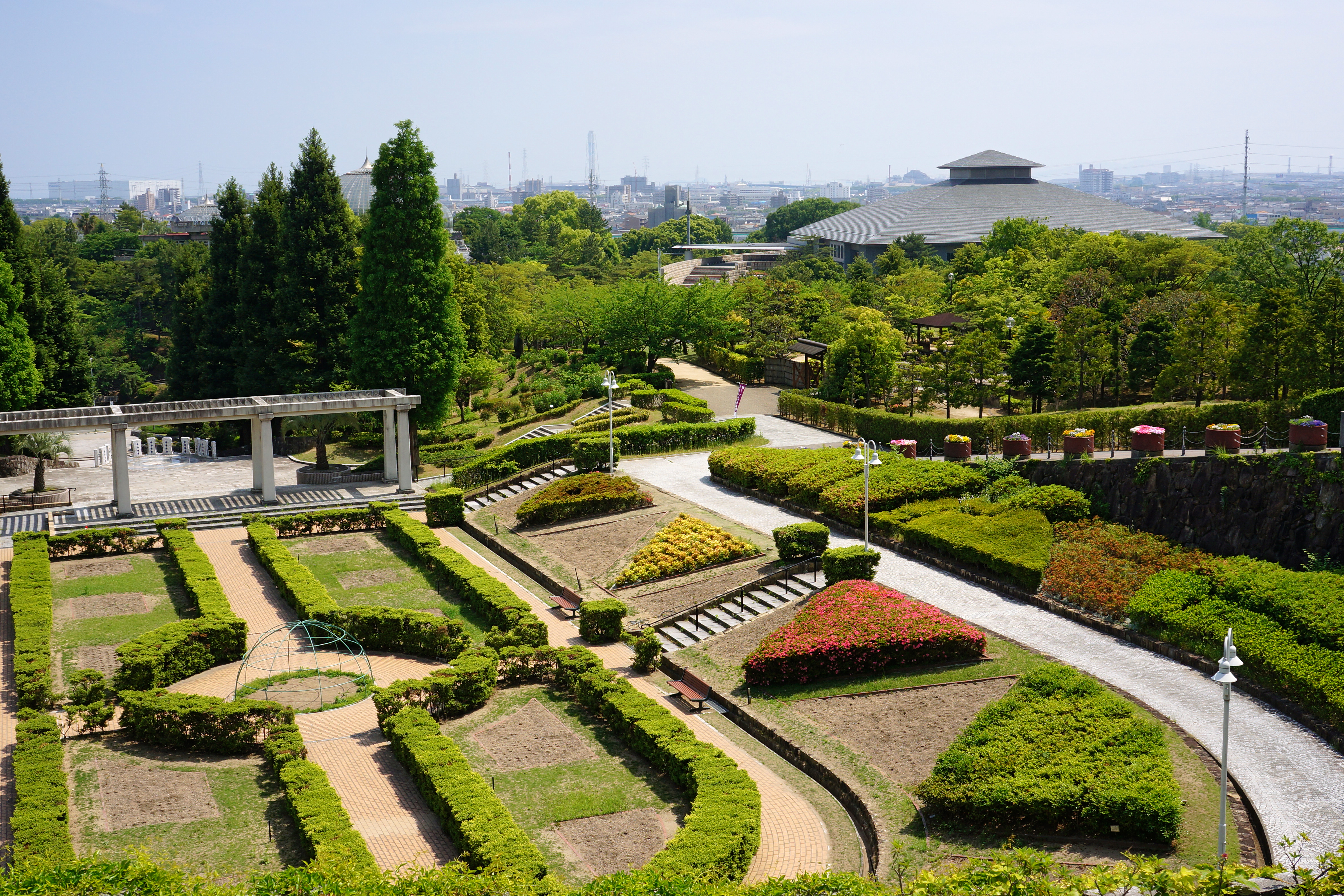

## أعلام
- كوريهارا طاميو
- ماسايوشي منابي
- ريوجي باندو
- ياسوماسا كانادا
- تاكاهيرو ماساكاوا

## وصلات خارجية
- موقع مدينة هيميجي